# Viktors Arājs
Viktors Arājs (ur. 13 stycznia 1910 w Baldone koło Rygi, zm. 13 stycznia 1988 w Kassel) – łotewski kolaborant i zbrodniarz wojenny, oficer SS, dowódca Arājs Kommando, winien wymordowania wielu żydowskich mieszkańców Łotwy i wielu żydowskich mieszkańców Białorusi.

## Życiorys
Urodził się w rodzinie łotewskiego kowala. Jego matka pochodziła z rodziny Niemców nadbałtyckich.
Arājs uczęszczał do gimnazjum w Jełgawie, które ukończył w roku 1930. Odbył służbę wojskową w armii łotewskiej. Rozpoczął studia prawnicze na uniwersytecie w Rydze, ale ich nie ukończył. Został zatrudniony w policji i dosłużył się stopnia podporucznika.
Po wybuchu wojny III Rzeszy ze Związkiem Radzieckim i wycofaniu się jednostek radzieckich z Rygi objął 1 lipca 1941 opuszczoną prefekturę policji przy ul. Valdemāra 19.
Po wkroczeniu do Rygi wojsk niemieckich pod dowództwem Franza Stahleckera i Roberta Stieglitza, Viktors Arājs dzięki poparciu tłumacza Hansa Dresslera zdobył zaufanie okupantów. Stworzył jednostkę zmilitaryzowaną, do której przyjmował członków Pērkonkrusts (skrajnie prawicowej organizacji politycznej).
Od 4 lipca 1941 Arājs Kommando rozpoczęło działalność. Pięciuset Żydów zamknięto w synagodze, którą podpalono. Przez okna wrzucano granaty ręczne.
Arājs Kommando liczyło do 1200 łotewskich kolaborantów. Jednostka wymordowała około 45 tysięcy ludzi na Łotwie, potem na Białorusi. Arājs został awansowany w roku 1942 do stopnia majora policji, w roku 1943 otrzymał stopień SS-Sturmbannführera. Jego adiutantem został były pilot łotewski Herberts Cukurs.
Po wojnie do roku 1949 przebywał w brytyjskich obozach internowanych, a następnie pracował jako kierowca dla brytyjskich władz okupacyjnych w Delmenhorst. Przy współpracy łotewskiego rządu emigracyjnego w Londynie zmienił nazwisko na Viktor Zeibots. We Frankfurcie nad Menem pracował jako pracownik pomocniczy w drukarni.
Dopiero 34 lata po wojnie, 21 grudnia 1979 został skazany przez sąd krajowy w Hamburgu za udział w rozstrzelaniu w dniu 8 grudnia 1941 w lesie Rumbula 13 tysięcy Żydów z getta w Rydze, na karę dożywotniego więzienia. Zmarł 9 lat później w więzieniu w Kassel.